# 新光路 (高雄市)

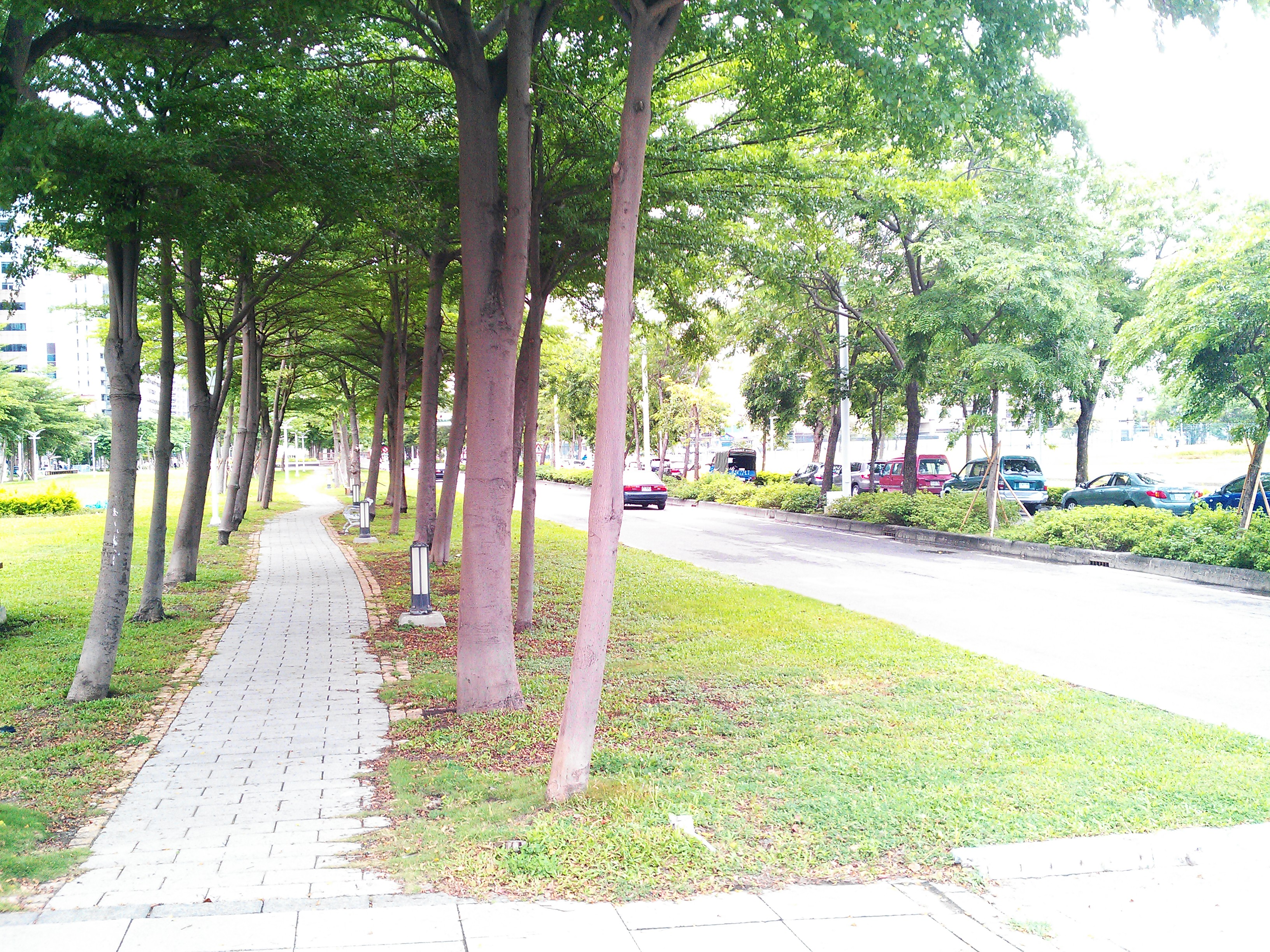
新光路南側路道

新光路（Sin'guang Rd.）為高雄市中等道路，介於中山二路與成功二路之間，也是到新光碼頭的重要道路。道路兩側的摩天大樓群以及中央的寬大園道，都是一般民眾對新光路的第一印象。

## 行經行政區域
- 全線位於苓雅區與前鎮區交界。

## 沿線設施
- 新光碼頭（星光水岸公園）
- 台灣鐵路管理局高雄臨港線新光車站（廢止）
- 高雄捷運環狀輕軌C8高雄展覽館站（營運中）
- 星光園道
- 台灣銀行三多分行
- 高雄85大樓
  - 君鴻國際酒店（原金典酒店）
- 亞太財經廣場大樓
- 好樂迪三多店
- 宏總亞太財經廣場
  - 茉莉二手書店高雄店（38號B1）
  - 中華電視公司南部新聞中心（38號27樓之2）
  - 南台灣之聲（38號38樓之1）
  - 全家便利商店高雄真愛店（40號1樓）
- 大遠百百貨
- 捷運三多商圈站
- 高雄市立圖書館總館：前鎮區新光路61號
  - 公視台語台南部中心攝影棚（61號地下1樓）

## 公車資訊

### 高雄市市區公車
- 港都客運
  - 214 小港站－歷史博物館

## 公共自行車
- 高雄市公共自行車租賃系統：
  - 新光成功路口：新光路142號(對面綠園道)
  - 新光自強路口：新光路自強三路口(綠園道廣場)
  - 高雄市圖書館總館：新光路61號(旁)
  - 新光中山路口：新光路1號(對面綠園道)
  - 捷運三多商圈站(2號出口)：中山二路/新光路口西北側

## 相關連結
- 高雄市主要道路列表